# Serious Sam: The Second Encounter
Serious Sam: The Second Encounter è uno sparatutto in prima persona basato sulla falsariga di Doom ma con toni più ironici, che lo avvicinano maggiormente a videogiochi come Duke Nukem o Shadow Warrior.
Il gioco è stato sviluppato dal team di programmatori croati Croteam ed è stato pubblicato nel 2002 da Gathering of Developers. Il gioco utilizza la stessa tecnologia e il motore grafico del suo predecessore, tanto che questo titolo viene a volte considerato come la "metà" del suo precedente.

## Trama
La trama prosegue direttamente dal termine della prima avventura: Serious Sam, il protagonista, è riuscito a raggiungere l'astronave aliena sconfiggendo Ugh-Zan III (il boss finale) e si prepara dunque a compiere un lungo viaggio nello spazio verso Sirio. Sfortunatamente, anche i programmatori della Croteam partono per un viaggio spaziale (i programmatori sono uno "scherzo interno" o "in-joke" del gioco, chiamato  "easter egg" negli ultimi titoli di videogame più famosi, rappresentato come umanoidi dalla testa enorme ma con i loro volti) a bordo di un improbabile mezzo formato da casse di legno. Si schiantano contro l'astronave, facendola precipitare sulla Terra, nella zona centroamericana del Messico, intorno alla zona di Palenque. Da qui Serious Sam prosegue il viaggio "forzato".

## Modalità di gioco
Il gioco è uno sparatutto in prima persona, ovvero un tipo di gioco nel quale l'obiettivo è quello di uccidere nemici di vario genere e di crescente potenza. Serious Sam: The First Encounter però è un esponente di quella categoria di giochi chiamati "Ultraviolenti", una categoria videoludica nella quale i nemici sono spesso deboli ma presenti in quantità enormi. All'inizio del gioco è possibile scegliere fra vari livelli di difficoltà: dal più semplice (Turista) al più difficile (Mentale ma accessibile soltanto dopo aver giocato in difficoltà Serious), con differenze sostanziali. Al livello più semplice lo stato di salute si ricaricherà stando fermi, i nemici saranno deboli e relativamente pochi. Al livello di difficoltà maggiore invece i nemici saranno numerosissimi e sarà un problema contenerli. Oltre la difficoltà Serious è presente anche una difficoltà sbloccabile solo se viene finito il gioco, la difficoltà Mental: in questa difficoltà i nemici potranno diventare invisibili per qualche secondo e colpire da dietro o disorientare il videogiocatore. Caratterizzato da un citazionismo assai marcato, questo titolo riprende molti elementi mutuati principalmente da sparatutto classici. Da Doom eredita vari tipi di mostri e il concetto di arena aperta; da Quake i giubbetti di armor e il feeling "castellano" delle ambientazioni chiuse; da Duke Nukem 3D la caratterizzazione stereotipata del protagonista.

## Armi
Alle armi già presenti nel gioco precedente ne sono state aggiunte altre quattro:
- Motosega: Arma corpo a corpo che può essere usata per eliminare gruppi di nemici deboli a corto raggio.
- Lanciafiamme: Arma a fuoco rapido che può spazzare intere aree di nemici infliggendo danni da bruciatura. Non può essere usata in acqua ed è completamente inefficace contro i Golem di lava.
- Fucile da Cecchino: Arma di precisione che, con un singolo colpo, può infliggere danni paragonabili a quelli di un razzo o di una granata. Dispone di un mirino per colpire i nemici dalle lunghe distanze.
- Bomba Seria: L'arma più potente del gioco. Una volta attivata, elimina tutti i nemici presenti nella stanza. Data la sua potenza, se ne possono portare solamente tre e non ha effetto sui boss.

## Mostri e nemici
I mostri sono gli stessi del capitolo precedente con l'aggiunta di alcune novità:
- Headman (Soldato di Sirio): umanoide senza testa. Ve ne sono più varianti (lanciarazzi, lanciamissili, dinamitardo), tra le quali la più famosa è senza dubbio il "Kamikaze", così detto perché corre verso l'eroe gridando a squarciagola col solo scopo di schiantarsi su di lui per procurargli quanti più danni è possibile.
- Eyeman (Gnaar): entità mangiatrice di uomini con un occhio solo. Ve ne sono due tipi: maschio, più piccolo, e femmina, più grande. Entrambi i sessi possono volare, e le femmine possono rendersi quasi invisibili. È un rimando al Pinky Demon del primo Doom.
- Boneman (Scheletro Kleer): scheletro equino cornuto; da lontano lancia palle incatenate mentre nel corpo a corpo colpisce con gli zoccoli acuminati (simili agli artigli dei fiend di Quake).
- Werebull (Toro mutante siriano): toro alieno, carica a testa bassa.
- Scorpman (aracnoide): metà uomo metà scorpione, ve ne sono due tipi: quello giovane, di colore giallo e più debole, e quello adulto, di colore rosso e più resistente.
- Walker (Biomeccanoide): grande essere biomeccanico. Esiste in versione di colore blu che spara laser, e rossa che spara missili e la seconda versione è più resistente e infligge più danni di quella blu.
- Arpie: sorta di menadi alate, colpiscono dalla distanza e attaccano in picchiata.
- Beast (Rettiloide Aludrano): dragone di due tipi: di pianura (verde), più comune che lancia palle di materia verde a ricerca; di montagna (arancione), raro e potente che lancia palle di materia rossa.
- Elemental (Golem di lava): gigante di lava. Lancia rocce piroclastiche e si smembra in elemental più piccoli quando è colpito.
- Gizmo (Saltatore palustre rigiliano): disgustosa rana dal sangue acido; danneggia il suo nemico spiaccicandoglisi addosso.
- Pesce alieno: attacca con scariche elettriche e tenta di colpire anche fuori dall'acqua.

I mostri aggiunti in questo capitolo sono:
- Grunt (Mercenari Zorg): presenti solo in Serious Sam SE, sono mercenari alieni dall'aspetto umano. Sono senza pelle ed è possibile vedere la loro muscolatura. Ne esistono di due tipi nel gioco originale: il soldato e il commander, quest'ultimo più resistente e con colori diversi.
- Gruffy: mostro con il corpo umanoide, che ricorda vagamente una scimmia robusta dato dal colore marrone, e dalla testa simile ad un facocero. Sono armati con due pistole lanciarazzi.
- Pumpkin (Cucurbito la Zucca): mostro dalla forma umana, robusto e con una grossa pancia, vestiti forse campagnoli. Al posto della testa ha una grossa zucca ed utilizza una motosega, è possibile riconoscerli anche da lontano dato il rumore che producono.
- Beast (Rettiloide Aludrano): in questo capitolo viene aggiunta una nuova sembianza al mostro. Lo si può incontrare nei livelli nevosi, è di colore bianco e ancora più gigante del rettiloide di montagna. Utilizza le stesse modalità di attacco dei precedenti, ossia può attaccare da vicino con un pugno quasi mortale, cosa possibile data la sua grandezza e la lunghezza smisurata delle braccia, o proiettili di fuoco non a ricerca. È il terzo boss, ma non si trova a fine di un capitolo bensì nel mezzo di un livello.
- Cannone: Si tratta di un Cannone SBC (arma peraltro usata dal giocatore) montato su una base, in grado di uccidere il giocatore con un colpo solo. Appaiono negli ultimi livelli del gioco e sono generalmente posti in luoghi non raggiungibili. A seconda del tipo di base, può essere fisso o rotante.
- Dio del vento: un gigantesco dio simile ad un vortice. Può scagliare altri vortici a sua volta e se ci si avvicina troppo a lui si rischia di essere intrappolati nel tornado. Può essere danneggiato solo dalla motosega, da armi esplosive o dalla pistola laser.
- Exotech Larva: una gigantesca larva meccanizzata. Appoggia a delle basi metalliche, ed è circondata da computer in grado di rigenerarla. Viene dopo il Dio del vento ed è quindi il secondo boss.
- Mordekai: il boss finale di Serious Sam SE. Ha le vaghe sembianze di un fantasma nonostante sia quasi completamente nero. Rispetto agli altri boss non è molto grande, ma può teletrasportarsi da una parte all'altra del luogo di combattimento ed evocare nemici.

## Livelli
Il secondo episodio è ambientato in 3 terre divise in vari livelli, ossia l'America Centrale dei Maya, la Babilonia e la medievale Europa del nord.

I livelli sono:
Maya:
1. Sierra de Chiapas
2. Valle del Giaguaro
3. La città degli dei
4. I Cortili del Serpente
5. Il Pozzo (Dio del vento)

Babilonia:
1. Ziggurat
2. Atrio dell'elefante
3. Cortili di Gilgamesh
4. Torre di Babele (Exotech Larva)

Medioevo:
1. La Cittadella
2. Terra dei Dannati (Beast)
3. La Grande Cattedrale (Mordekai)

Mappe Deathmatch nel gioco:
1. Piccolo Problema
2. La Tomba Perduta
3. Docking Bay
4. Fortezza
5. Buco
6. Compound
7. Lefty
8. Ra-Spah-Shoy
9. Stazione Rossa
10. Go Hunting
11. Palazzo del Sole
12. Abbiamo anche ossa e crani
13. Yodler

## Serious Sam HD: The Second Encounter
Nel 2010 è stato pubblicato un remake del gioco intitolato Serious Sam HD: The Second Encounter. Rispetto all'originale, la grafica è stata migliorata utilizzando il motore grafico Serious Engine 3, evoluzione dei precedenti. Sono state inoltre aggiunte oltre 10 modalità di gioco multiplayer e vi sono ulteriori obiettivi sbloccabili, in alcuni casi raggiungendo determinati record online.
Il gioco è stato lanciato sul mercato online tramite la piattaforma Steam; successivamente è stato pubblicato in versione retail nel mercato americano.
Su Steam è stata resa disponibile anche una "demo" gratuita con la quale è possibile accedere a tutti i contenuti multiplayer ma con le modalità giocatore singolo bloccate.